# Bandiera del Paraguay
La bandiera del Paraguay è stata adottata nel 1842, ma l'ultima versione risale al luglio 2013. Gli emblemi e le proporzioni hanno subito variazioni nel corso del tempo.

## Caratteristiche e particolarità
La bandiera paraguayana è composta da tre bande orizzontali colorate (partendo dall'alto) in rosso, bianco e blu. I colori vennero influenzati dal tricolore francese, in quanto simbolo di liberazione. Il simbolismo dei colori è molto ricco per i paraguayani. Il rosso indica patriottismo, coraggio, eroismo, uguaglianza e giustizia; il bianco sta per purezza, fermezza, unione e pace; e il blu rappresenta tranquillità, amore, conoscenza, verità e libertà.
La bandiera ha la caratteristica rara, in comune con quella dello stato dell'Oregon, di mostrare due emblemi differenti sui due lati; la bandiera presenta quindi un fronte ed un retro. Il lato frontale presenta lo stemma nazionale, composto da una stella gialla a cinque punte, racchiusa in una ghirlanda verde, con le parole "República del Paraguay". La "stella di maggio" rappresenta la data dell'indipendenza, 14 maggio 1811. Il retro ha invece il Sigillo del tesoro del Paraguay, un leone con il berretto rosso della libertà su un palo. Il Sigillo del Tesoro è simbolico della difesa della libertà nazionale, che è rappresentata dal leone a guardia del cappello della libertà.
Come quella del Paraguay, anche le bandiere nazionali di Moldavia e Arabia Saudita non sono speculari rispetto al pennone, perché presentano disegni identici sulle due facce, ma non simmetrici.
Il Giorno della bandiera in Paraguay viene celebrato il 14 maggio, il giorno prima della Festa dell'Indipendenza.

## Galleria d'immagini

Bandiera paraguaiana in uso dal 1954 al 1988